# 堤徳蔵
堤 徳蔵（つつみ とくぞう、前名・醇、1876年〈明治9年〉4月3日 - 没年不明）は、日本の商人（萬徳、砂糖貿易並びに問屋業）、実業家。堤商店代表社員。族籍は東京府士族。

## 経歴
千葉県・川崎伊之松の弟。東京府・堤徳蔵の養子となり、1918年、家督を相続し前名・醇を改め襲名する。「萬徳」と称し、祖業砂糖問屋業を営む。
堤商店、硫黄島産業、小笠原食品各社長、江東製薬、熊取谷商店各取締役、日本メタリコン工業所、大竹製薬、今村製菓、佐久間製菓各監査役、東京砂糖貿易商組合長などをつとめる。

## 人物
宗教は禅宗。住所は東京市芝区二葉町（現・東京都港区新橋一丁目）、東京市麹町区一番町（現・東京都千代田区）。

## 家族・親族
堤家
- 養父・徳蔵（1855年 - ?、東京士族、萬徳、砂糖商）[1]
- 妻・つる（1884年 - ?、養父・徳蔵の長女）[2][5]
- 長男・徳三（1904年 - ?、江南産業社長）[2]
- 長女・豊（1902年 - ?、堤甲子三の妻）[2][5]
- 二女・歌（1907年 - ?、鈴木良徳の妻）[2]

親戚
- 堤甲子三（堤商店、堤商事各代表）